# Miklós Fehér
Miklós Fehér [ˈmikloːʃ ˈfɛheːr] (* 20. Juli 1979 in Tatabánya; † 25. Januar 2004 in Guimarães; Spitzname Mikí) war ein ungarischer Fußballspieler.

## Karriere
Fehér begann seine Karriere bei Rába ETO Győr. 1998 wechselte er zum FC Porto. Über die Stationen SC Salgueiros und Sporting Braga kam er 2002 zum portugiesischen Erstligisten Benfica Lissabon. Sein erstes Spiel in der ungarischen Fußballnationalmannschaft bestritt Fehér am 10. Oktober 1998 beim 4:0-Sieg gegen Aserbaidschan in der Qualifikation für die Fußball-Europameisterschaft 2000. Fehér erzielte bei 15 Einsätzen im Nationalteam sieben Tore.

## Plötzlicher Herztod
Am 25. Januar 2004 erlitt der Stürmer, der im Meisterschaftsspiel Vitória Guimarães – Benfica Lissabon in der 60. Minute eingewechselt wurde, infolge einer Erkältung vor laufenden TV-Kameras einen Herzstillstand. Benfica hatte kurz vor Spielende die 1:0-Führung erzielt, und Fehér wollte Zeit schinden, wofür er vom Schiedsrichter Olegário Benquerença die gelbe Karte sah. Diese nahm er grinsend entgegen, drehte sich und beugte sich vornüber. Kurz darauf fiel er rückwärts zu Boden. Er wurde reanimiert, starb jedoch auf dem Weg ins Krankenhaus. Es kam zu erschütternden Szenen der Mitspieler auf dem Spielfeld. Die Zeitung Público schrieb: „Das war Benficas traurigster Sieg der Vereinsgeschichte“. Verbandspräsident Gilberto Madail erklärte: „Dies ist ein schwarzer Tag für den Fußball in Portugal.“
In derselben Saison gewann Benfica den portugiesischen Pokal und widmete diesen dem verstorbenen Fehér und ein Jahr später die gewonnene Meisterschaft. Seine Rückennummer 29 wird aus Respekt vor Fehér bei Benfica nicht mehr vergeben.
Bei der Beisetzung am 28. Januar 2004 in Győr auf dem Friedhof „Szabadi úti Köztemetö“ waren mehr als 1000 Trauergäste anwesend. Darunter war auch der damalige Nationalcoach von Ungarn, Lothar Matthäus, und eine 170-köpfige Delegation von Benfica Lissabon. Ungarns Sportminister Ferenc Gyurcsány sagte: „Mach’s gut, Miklós! Ich bin gekommen, um dich im Namen Ungarns, im Namen von Millionen tief betroffener Menschen zu verabschieden.“
Laut dem Abschlussbericht der portugiesischen Justiz starb Fehér an einem Herzinfarkt.